# Ondjiva
Ondjiva (N'jiva) glavni je grad angolske provincije Cunene. Tijekom portugalske vladavine zvala se Pereira d'Eça. Leži na jugu države, 40 km sjeverno od granice s Namibijom. Prometno je i trgovačko središte ovog dijela zemlje.
U gradu, kojeg su za vrijeme građanskog rata razrušili topništvo i zrakoplovstvo južnoafričkog režima, danas su smještene brojne nevladine organizacije. Također je tu sjedište biskupije.
Prema procjeni iz 2010. godine, Ondjiva je imala 19.602 stanovnika.

## Vanjske poveznice

### Ostali projekti
|  | Zajednički poslužitelj ima još gradiva o temi Ondjiva |